# روسمان سليمان
روسمان سليمان (ولد في 6 نوفمبر 1982) هو لاعب كرة قدم سنغافوري يلعب كجناح لنادي دوري سنغافورة للمحترفين، وودلاندز ويلينغتون.

## روابط خارجية
- روسمان سليمان على موقع قاعدة بيانات كرة القدم.إي يو (الإنجليزية)
- روسمان سليمان على موقع ناشيونال فوتبول تيمز (الإنجليزية)
- روسمان سليمان على موقع Soccerway.com (الإنجليزية)